# Lake Villa, Illinois
Lake Villa är en ort (village) i Lake County, i delstaten Illinois, USA. Enligt United States Census Bureau har orten en folkmängd på 8 774 invånare (2011) och en landarea på 16 km².